# Voo Gulf Air 072
O voo Gulf Air 072 foi um voo procedente do Cairo que caiu nas águas rasas do golfo Pérsico durante a aproximação ao Aeroporto Internacional do Barém em 23 de agosto de 2000. Todos os 143 ocupantes, incluindo 36 crianças, morreram no acidente.

## Acidente
O Airbus A320 com 135 passageiros e 8 tripulantes estava em sua aproximação para o aeroporto, quando a 500 pés o comandante percebeu que estava a aeronave estava a mais de 300 nós, rápida demais para pousar. Então ele decide fazer uma curva de 360 graus à esquerda para uma nova tentativa de pouso, mas a manobra foi feita de forma desestabilizada. A curva foi muito fechada e com o nariz muito inclinado. O avião subiu a 965 pés e desceu até 332. Mas a manobra não foi suficiente para colocar o avião em condições de pouso. Então foi iniciada uma nova arremetida, com o avião subindo e curvando à esquerda. Mas novamente foi mal realizada, pois o comandante elevou pouco o nariz do avião, apenas 5 graus. Com os motores em potência máxima, o avião ganhou muita velocidade, dando a falsa impressão de ter subido muito ao comandante. Ele então decide descer, inclinando o nariz 15 graus abaixo da linha do horizonte, mantendo assim por 11 segundos enquanto o avião mergulhava. O comandante estava claramente sofrendo de desorientação espacial. Mesmo com os avisos de excesso de velocidade e de proximidade do solo, a tripulação não consegue tirar o jato do mergulho, e o A320 acaba colidindo com a água a cerca de 280 nós (520 km/h), se desintegrando instantaneamente e matando todos os 143 ocupantes.

## Investigação
A investigação acusou como principal causa do acidente erro do piloto e outras questões organizacionais.
Por parte do piloto:
- Não respeitar as normas operacionais e não manter a aeronave na velocidade ideal para aproximação.
- Não estabilizar a aeronave na trajetória de aproximação correta.
- Realizar uma órbita (curva de 360 graus) próximo da pista e abaixo de 1000 pés, descumprindo as normas operacionais.

Ainda foram levados em conta fatores organizacionais, referentes à Gulf Air:
- A falta de um treinamento CRM, impedindo a tripulação de trabalhar em equipe de forma eficaz.
- Inadequação nos programas de treinamento no A320.
- O gravador de dados do voo não estava funcionando de forma correta, o que levou o departamento de segurança aérea a ter problemas durante as investigações.

## Informações Adicionais
Esse foi o pior acidente envolvendo um Airbus A320 até ser superado pelo voo TAM 3054, em que morreram 199 pessoas e o Metrojet 9268 Com 224 Mortes
Após o acidente foi declarado luto de 3 dias em Barém.
Depois da tragédia, a identificação do voo foi alterada de GF072 para GF070.